# Always Be My Baby
"Always Be My Baby" é uma música da cantora estadunidense Mariah Carey para seu quinto álbum de estúdio Daydream (1995). Foi lançado pela Columbia Records em 9 de março de 1996, como o terceiro single dos EUA e o quarto no geral. A música foi escrita por Carey, Jermaine Dupri e Manuel Seal. Uma música de tempo-médio, suas letras descrevem o sentimento de união que a cantora sente em relação a seu ex-namorado distante, mesmo que eles não estejam mais juntos, ela diz que ele sempre fará parte dela e que "sempre será seu bebê" mesmo depois que eles se separaram.
Os críticos de música elogiaram "Always Be My Baby" e foi um sucesso comercial, tornando-se o décimo primeiro número um de Carey na Billboard Hot 100 dos EUA, empatando-a com Madonna e Whitney Houston como artista feminina com maior número de singles em primeiro lugar na época. Ele passou duas semanas no topo da parada e se tornou o oitavo pódio de Carey na parada canadense de RPM Top Singles. Em outras regiões, o single teve um bom desempenho, alcançando o número três no Reino Unido, o número cinco na Nova Zelândia, o número 17 na Austrália e entre os 20 primeiros na maioria dos mercados musicais em que entrou.
O videoclipe que acompanha "Always Be My Baby" apresenta cenas de Carey brincando em um camping no norte de Nova York, bem como balançando em um grande balanço sobre um lago. Adiciona um revezamento de cenas que incluem cenas de duas crianças, um homem e uma mulher, saindo furtivamente à noite e passando o tempo juntas em uma fogueira de acampamento semelhante à localização de Carey. A maioria das cenas do vídeo foi filmada no acampamento nomeado Mariah, em homenagem a Carey por seu generoso apoio e dedicação às crianças do Fresh Air Fund. A música foi tocada ao vivo durante sua Daydream World Tour (1996) e muitas de suas futuras turnês e shows. "Always Be My Baby" também foi destaque nos álbuns de compilação de Carey: Number 1's (1998), Greatest Hits (2001), The Ballads (2008) e Number 1 to Infinity (2015).

## Antecedentes e gravação
Enquanto Carey estava escrevendo e gravando Daydream no início de 1995, ela começou a procurar por diferentes produtores, a fim de dar ao seu trabalho um novo som. Jermaine Dupri, que ganhou fama durante esse período, começou a trabalhar com Carey no material de seu álbum. Depois de gravar a música em dezembro de 1994, Carey lembrou que ela escolheu trabalhar com Dupri porque ele tinha uma "vibe muito distinta". Além disso, Carey encomendou a assistência do produtor contemporâneo de hip-hop e R&B, Manuel Seal. Enquanto Seal tocava teclas diferentes no piano, Carey o conduziu com a melodia que ela "ouvia dentro de sua cabeça" e começou a cantarolar a frase "sempre seja meu bebê". Em uma entrevista para Fred Bronson, Carey discutiu o processo necessário para escrever e produzir a música:

Jermaine, Manuel e eu nos sentamos e Jermaine programou a bateria. Eu disse a ele a sensação que eu queria e Manuel colocou as mãos nos teclados e comecei a cantar a melodia. Fomos e voltamos com a ponte e a seção B. Eu tinha o contorno da letra e comecei a cantar 'Always be my baby' guiada pela minha cabeça.

"Always Be My Baby" marcou a primeira de várias colaborações entre Carey e Dupri. Assim como produtores antes dele, Dupri elogiou as habilidades vocais de Carey, "ela pode praticamente fazer qualquer coisa com sua voz. Ela é muito forte vocalmente". Outra arte musical que a música apresentou foi a inclusão de vocais pesados de fundo em seus registros mais baixos, com Carey então cantando as notas mais altas sobre seus vocais e melodia, criando um "efeito de voz dupla". Ao discutir a técnica usada nos vocais de fundo, Carey disse:

Os vocais de fundo são uma parte importante da imagem para mim. É por isso que eu gosto de fazê-las eu mesma a maior parte do tempo, ou inicialmente eu darei as pistas. Dobro minha voz ou darei algumas faixas da minha própria voz. É fácil para mim igualar minha voz. E então, se eu vou usar outros cantores de fundo, eu os deixarei em cima dos meus.

## Composição
"Always Be My Baby" é uma balada de tempo-médio "despreocupada", que incorpora música pop e R&B. A colaboradora da Rolling Stone, Brittany Spanos, identificou a faixa como "um de seus hits pop mais diretos do início de sua carreira, apresentando um refrão cativante e uma de suas performances vocais mais delicadas". Tem um ritmo moderado de 79 batimentos por minuto. A música apresenta uma "voz dupla", que é um efeito que Carey criou no estúdio, onde suas notas vocais inferiores são usadas como apoio e suas notas no peito mais altas são usados como o principal ponto focal da música. A instrumentação da canção é escrita na clave de Mi maior e aumenta por um semitom de Fá maior. É definido em tempo comum de assinatura. Os vocais de Carey vão da nota de  B2 a F5. Descrevendo a faixa como "dinâmica", Jamieson Cox , da Pitchfork, escreveu que "há momentos ... em que tudo que você ouve é Mariah cantando acordes de piano sólidos", encontrando o arranjo e a simplicidade "quase surpreendentes, dado o gosto ostensivo pela música". Jordan Runtagh, escrevendo para a People, descreveu a música como "algo entre uma canção de amor alegre e um ódio de separação melancólico". O Daily Telegraph descreveu a faixa como uma canção de amor cujas "letras descrevem o sentimento de ligação que Carey ainda sente em relação a seu ex-namorado". Suas letras apresentam vários improvisos, abrindo com "doo-doo-doo dow", que também é usado em todo o refrão da música.

## Recepção crítica
"Always Be My Baby" foi lançado com elogios da crítica. Ken Tucker, da Entertainment Weekly, elogiou o "swing relaxado" da música e sentiu que sua instrumentação ajudou a torná-la um destaque no álbum. Stephen Holden , editor do The New York Times, elogiou "Always Be My Baby", chamando-o de "um dos melhores do álbum". No 38º Grammy Awards, a música recebeu uma indicação para Best Female R&B Vocal Performance. Em 2017, os leitores da Rolling Stone votaram em "Always Be My Baby" a quinta maior música da carreira de Carey, enquanto a Entertainment Weekly classificou a música em segundo lugar em uma pesquisa semelhante, escrevendo: "não há como tentarmos sacudi-la - mesmo se ainda não soubéssemos que “always” ("sempre") realmente duraria tanto tempo". "Always Be My Baby" foi eleita a segunda melhor música número um de Carey, Glenn Gamboa, do Newsday, observou que a música "ainda mostra sua faixa lendária, mas também mostra que ela pode ser fria e descontraída o suficiente para fazer 'doobedoo oh' trabalho como coro".

## Desempenho comercial
"Always Be My Baby" foi lançado pela Columbia Records em 9 de março de 1996, na Europa, e estreou no segundo lugar na Billboard Hot 100 na edição de 6 de abril de 1996, atrás de "Because You Loved Me", de Celine Dion," ", que substituiu o single anterior de Carey, "One Sweet Day", no número um. "Always Be My Baby" ficou no número dois por quatro semanas e chegou ao Hot 100 em 4 de maio de 1996, onde passou duas semanas antes de retornar à posição número dois por mais cinco semanas. No final de suas paradas nos EUA, a música passou um total de nove semanas no número dois, A música se tornou o décima primeira número um de Carey nos Estados Unidos, empatando-a com as cantoras como Whitney Houston a Madonna como a artista solo feminina com o maior número de singles em primeiro lugar, um recorde que ela logo ultrapassou. Depois de passar duas semanas no topo do Hot 100, os três singles de Daydream deram a Carey 26 semanas (seis meses) no topo da parada, algo que nunca foi superado por outro artista até
Usher e The Black Eyed Peas entre meados dos anos 2000. No Canadá, a música se tornou o oitavo pódio de Carey, depois de subir à posição número um na parada de singles da RPM canadense durante a semana de 20 de maio de 1996.
Embora tenha se saído bem fora dos EUA, a música não conseguiu obter o mesmo bom desempenho dos dois singles anteriores "Fantasy" e "One Sweet Day". Na Austrália, a música entrou no Australian Singles Chart no número 28 durante a semana de 13 de março de 1996. A música passou 16 semanas flutuando no gráfico antes de passar sua última semana no número 47 em 30 de junho. "Always Be My Baby "foi certificado em ouro pela Australian Recording Industry Association (ARIA), denotando a comercialização de mais de 35.000 unidades. A música estreou e alcançou o número cinco na Nova Zelândia, passando três semanas consecutivas na posição. Após 16 semanas, a Recording Industry Association of New Zealand (RIANZ). No Reino Unido, a música entrou no UK Singles Chart no número três, onde atingiu o pico. Na segunda semana, a música caiu para o número quatro, permanecendo na parada por um total de dez semanas. A partir de 2008, as vendas no Reino Unido foram estimadas em 220.000. Na Irlanda, a música alcançou o número dez no Irish Singles Chart, passando nove semanas no gráfico. Nos Países Baixos, "Always Be My Baby" entrou na parada de singles no número 43 durante a semana de 20 de abril de 1996. A música chegou ao número 27, passando uma semana na posição e cinco semanas na parada geral. "Always Be My Baby" entrou na parada de singles na Suécia no número 58 durante a semana de 3 de maio de 1996. Depois de chegar ao número 38 e passar um total de cinco semanas na parada, a música caiu no Swedish Singles Chart.

## Vídeo musical

Uma cena do videoclipe, que Carey aparece em um balanço.

O videoclipe de "Always Be My Baby" foi o segundo clipe dirigido por Carey. Nela, ela é a narradora aparentemente feliz de um conto de amor jovem, quando menino e menina fogem no meio da noite. O vídeo foi filmado no local da instituição de caridade patrocinada por Carey, o camping de ar fresco do norte de Nova York. O vídeo começa com cenas de Carey em balanço que está em cima de um lago, sorrindo e começando a recontar uma história de amor adolescente. Enquanto ela se senta no balanço, cenas de duas crianças saindo sorrateiramente do bangalôno no meio da noite são mostrados. Eles brincam juntos ao lado de uma lareira, logo chegando ao balanço do lago em que Carey já estava antes. Logo eles nadam vestindo suas roupas, como Carey fez anteriormente em seu vídeo de "Dreamlover", embora desta vez ela não pule na água. Enquanto pulam na água, Carey é vista pela fogueira que eles passaram em sua jornada para o lago, sorrindo com os amigos e se divertindo junto à lareira. Eventualmente, o menino e a menina são vistos se beijando debaixo d'água. O vídeo termina com cenas do menino e da menina caminhando juntos de volta para o bangalô, caminhando de mãos dadas. Tendo possivelmente testemunhado o evento inteiro, Carey é vista mais uma vez pelo grande balanço, rindo e olhando para o céu noturno.
Um vídeo alternativo foi gravado para o remix da música. Também foi dirigido por Carey e foi filmado em preto e branco. A cena de Carey em uma boina que se tornaria a capa deste single é uma cena do vídeo. O vídeo apresenta participações especiais de Da Brat e Xscape. Começa com Carey e a dupla passando um tempo gravando a música no estúdio doméstico de Carey. No vídeo, Carey está usando um grande chapéu branco de palha e possui longos cabelos dourados. Quando o trio termina a música, são mostradas cenas de Carey em sua piscina, com participações especiais feitas por seu cachorro, Jack. Brat e Xscape são vistos à beira da piscina com Carey, jogando cartas e bebendo cerveja, enquanto o trio se une e ri. No final do vídeo, cenas do trio no estúdio são mostradas, e misturadas com trechos de Carey andando dentro de sua mansão, compartilhada com o então marido Tommy Mottola. O vídeo termina com a ligação de Carey e Brat no estúdio e na piscina.

## Apresentações ao vivo e versões cover
Carey tocou a música durante toda a sua turnê Daydream World Tour (1996), Rainbow World Tour (2000), The Adventures of Mimi (2006), The Elusive Chanteuse Show (2014), Caution World Tour (2019) e durante alguns shows em sua Charmbracelet World Tour (2002–03) e Angels Advocate Tour (2009-10). Durante a etapa de shows no Japão em 1996, Carey vestiu um terno e jaqueta brancos e contou com três cantoras de fundo. Luzes vermelhas foram usadas durante toda a performance, bem como algumas coreografias de dança leve. Durante sua turnê mundial Rainbow, Carey usava uma roupa de duas peças, um par de calças e blusa, com saltos dourados. Foram fornecidos três cantores de apoio, um masculino e duas femininas, enquanto Carey interagia com os fãs da primeira fila. Em sua turnê Adventures of Mimi, em 2006, Carey vestiu um par de leggings pretas, usadas com um top de biquíni. Usando sapatos da marca Christian Louboutin, Carey cantou no palco secundário da arena, onde cantou três dos títulos da setlist. Em seu Elusive Chanteuse Show em 2014, Carey costumava usar a música como bis, entrando no palco com um vestido azul justo e luvas pretas. Carey incluiu a música em sua residência em Las Vegas em 2015, Number 1 to Infinity, onde ela andou pela platéia para o segundo verso e coro. Carey também incluiu a música em sua residência em Las Vegas 2018-2019 The Butterfly Returns, onde foi acompanhada por seus filhos Moroccan e Monroe em datas selecionadas.
Na sétima temporada do American Idol, David Cook tocou um arranjo de rock da música durante o episódio de 15 de abril de 2008, no qual Carey orientou os concorrentes usando suas músicas. Sua versão recebeu muitos elogios de todos os três juízes, e até da própria Carey. A gravação da música em estúdio por Cook foi lançada na iTunes Store durante a temporada como "Always Be My Baby (American Idol Studio Version) – Single" e estave entre os singles mais vendidos da temporada.
O grupo feminino Fifth Harmony sampleou "Always Be My Baby" na música "Like Mariah" do álbum de estreia Reflection (2015), com o rapper Tyga. Em 2016, o DJ britânico Sigala lançou o single "Say You Do", que incorpora partes da música em seu refrão.

## Versões e remixes oficiais
Carey gravou três conjuntos diferentes de vocais para "Always Be My Baby".
O remix principal da música também foi produzido por Jermaine Dupri. Conhecido como "Mr. Dupri Mix", apresenta vocais re-cantados com todas as letras e a maior parte da estrutura melódica mantida enquanto se usa uma amostra da música "Tell Me If You Still Care" de The S.O.S. Band. Inclui um rap do Da Brat e vocais de fundo do Xscape.
Carey gravou mais um conjunto de vocais para remixes dance produzidos por David Morales que só foram lançados no maxi-single no Reino Unido. Nomeado "Always Club Mix" (junto com sua edição, "Def Classic Radio Mix"), este remix clube da música tem uma estrutura melódica totalmente nova, com a letra alterada para se ajustar à nova estrutura da melodia e da música. O DJ Satoshi Tomiie também criou um dub de dance que usou esses novos vocais; chamando-o de "ST Dub", apareceu no maxi-single que incluía as mixagens de Morales.
Os vocais do álbum original também foram remixados para uma versão reggae que incluía o rap-jamaicano-americano de reggae Li'l Vicious. Chamado de "Reggae Soul Mix", este remix inclui um rap de Vicious, com ele gritando sobre os vocais de Carey por toda a faixa.

## Lista de faixas
| CD single Mundial 1. "Always Be My Baby" (versão do álbum) – 4:19 2. "Always Be My Baby" (Mr. Dupri Mix) [part. Da Brat & Xscape] – 4:43 3. "Always Be My Baby" (Mr. Dupri Extended Mix) [feat. Da Brat & Xscape] – 5:33 4. "Always Be My Baby" (Reggae Soul Mix) [part. Lil' Vicious] – 4:56 5. "Always Be My Baby" (Mr. Dupri No Rap Radio Mix) [part. Xscape] – 3:44 7" single dos EUA 1. "Always Be My Baby" – 4:18 2. "Long Ago" – 4:32 | 12" single Mundial 1. "Always Be My Baby" (Always Club) – 10:51 2. "Always Be My Baby" (Dub-A-Baby) – 7:16 3. "Always Be My Baby" (Groove a Pella) – 7:15 4. "Always Be My Baby" (ST Dub) – 7:12 CD single dos EUA e Canadá 1. "Always Be My Baby" (versão do álbum) – 4:18 2. "Always Be My Baby" (Mr. Dupri Mix) – 4:40 3. "Slipping Away" – 4:30 |

## Créditos e equipe
Créditos adaptados das anotações do Daydream liner notes.
- Mariah Carey – co-produção, arranjo, composição, vocais, vocal de apoio
- Jermaine Dupri – co-produção, composição
- Manuel Seal Jr. – co-produção, composição

## Desempenho nas tabelas musicais
| Tabela musical (1996)                         | Melhor posição |
| --------------------------------------------- | -------------- |
| Alemanha (Official German Charts)             | 76             |
| Austrália (ARIA)                              | 17             |
| Canadá (The Record)                           | 16             |
| Canadá (The Record] Hit Parade Chart)         | 2              |
| Canadá (RPM Adult Contemporary)               | 1              |
| Canadá (RPM Dance/Urban)                      | 20             |
| Escócia (Scottish Singles Chart)              | 18             |
| Estados Unidos (Billboard Hot 100)            | 1              |
| Estados Unidos (Billboard Adult Contemporary) | 2              |
| Estados Unidos (Billboard Adult Top 40)       | 2              |
| Estados Unidos (Billboard Dance Club Songs)   | 6              |
| Estados Unidos (Billboard R&B/Hip-Hop Songs)  | 1              |
| Estados Unidos (Billboard Mainstream Top 40)  | 3              |
| Estados Unidos (Billboard Rhythmic)           | 1              |
| Europa (European Hot 100 Singles)             | 19             |
| Islândia (Íslenski Listinn Topp 40)           | 29             |
| Irlanda (IRMA)                                | 10             |
| Japão (Oricon Singles Chart)                  | 79             |
| Nova Zelândia (Recorded Music NZ)             | 5              |
| Países Baixos (Dutch Top 40)                  | 30             |
| Países Baixos (Single Top 100)                | 27             |
| Reino Unido (UK Singles Chart)                | 3              |
| Reino Unido (OCC UK R&B)                      | 2              |
| Suécia (Sverigetopplistan)                    | 38             |

| Tabela musical (1996)                            | Melhor posição |
| ------------------------------------------------ | -------------- |
| Austrália (ARIA)                                 | 64             |
| Canadá (RPM)                                     | 21             |
| Canadá (RPM Adult Contemporary)                  | 6              |
| Estados Unidos (Billboard Hot 100)               | 5              |
| Estados Unidos (Billboard Adult Contemporary)    | 11             |
| Estados Unidos (Billboard Adult Top 40)          | 21             |
| Estados Unidos (Billboard Hot R&B/Hip-Hop Songs) | 19             |
| Nova Zelândia (Recorded Music NZ)                | 28             |
| Países Baixos (Dutch Top 40)                     | 245            |
| Reino Unido (Official Charts Company)            | 57             |

| Tabela musical (1990–99)           | Melhor posição |
| ---------------------------------- | -------------- |
| Estados Unidos (Billboard Hot 100) | 49             |

| Tabela musical (1958–2019)         | Melhor posição |
| ---------------------------------- | -------------- |
| Estados Unidos (Billboard Hot 100) | 493            |

## Vendas e certificações
| Região | Certificação | Vendas                              |
| --- | ------------ | ----------------------------------- |
| Austrália (ARIA) | 2× Platina   | 140,000^                            |
| Estados Unidos (RIAA) | 3× Platina   | 1,254,000 (físico)890,000 (digital) |
| Nova Zelândia (RMNZ) | Ouro         | 5,000*                              |
| Reino Unido (BPI) | Ouro         | 400,000‡                            |
| *números de vendas baseados somente na certificação ^distribuições baseadas apenas na certificação ‡vendas+valores de streaming baseados somente na certificação |              |                                     |